# Closer (песня Ни-Йо)
«Closer» (с англ. — «Ближе») — песня американского исполнителя Ни-Йо. Продюсерами песни выступили Stargate. Она была выпущена как главный сингл с третьего студийного альбома Ни-Йо Year of the Gentleman (2008).

Песня «Closer» заняла седьмое место в американском чарте Billboard Hot 100. За пределами США «Closer» возглавила чарты в Великобритании и вошла в десятку лучших в нескольких других странах, включая Австралию, Австрию, Германию, Финляндию, Ирландию и Новую Зеландию.

## Предыстория
«Closer» ознаменовал собой музыкальный прорыв для Ни-Йо, который обратился к дэнс-попу вместо более ритмичного и урбанистического звучания, характерного для его песен. В этой песне Ни-Йо поёт о непреодолимом влечении к женщине, которую он видит, и о желании «приблизиться» к ней. Его влечение к ней становится сильнее и почти гипнотическим, когда он поёт: «And I just can’t pull myself away, under a spell I can’t break / I just can’t stop». Песня прозвучала в эпизодах сериалов канала The CW «Сплетница» и «90210: Новое поколение».
В мае 2008 года в беседе с известным британским автором песен в стиле R&B Питом Льюисом из отмеченного наградами журнала Blues & Soul Ни-Йо рассказал, что вдохновило его на создание этой песни: «Нас очень вдохновила атмосфера некоторых хаус- и техно-клубов, в которые мы ходили, пока были в Лондоне. Знаете, там было немного дымно, темно и таинственно... Благодаря этому постоянному ритму, который звучит на протяжении всей песни, он буквально вдалбливается тебе в голову, пока ты слушаешь музыку. Я постарался уловить эту энергию и придать ей звучание в стиле Ни-Йо. И в итоге получилась песня 'Closer'».

## Позиции в чартах
Песня «Closer» заняла седьмую строчку в Billboard Hot 100, став его седьмым хитом в десятке лучших в этом чарте. Несмотря на относительно слабый пик в Hot R&B/Hip-Hop Songs для песни Ни-Йо, которая заняла 21-е место и не вошла в топ-20, «Closer» неожиданно стала популярной на радио Top 40. После того как песня потеряла популярность и опустилась в чартах CHR/Top 40, она внезапно стала хитом на поп-радио, иногда набирая более 1000 баллов. Она стала его самым большим хитом на радио в США, несмотря на отсутствие ротации на Urban, и первой песней, возглавившей чарт Hot 100 Airplay. По состоянию на август 2011 года только в США было продано почти 2 000 000 цифровых копий песни «Closer», что сделало её самой продаваемой песней Ни-Йо в качестве ведущего исполнителя.
В Великобритании песня «Closer» дебютировала на 22-м месте в британском чарте синглов, основываясь исключительно на количестве скачиваний. После семи недель в UK Singles Chart и после выпуска физического CD–сингла «Closer» поднялся на вершину чарта 29 июня 2008 года – на неделю, закончившуюся 5 июля 2008 года, - став вторым синглом Ни-Йо номер один в Британии после «So Sick» в марте 2006 года. «Closer» провел в общей сложности 11 недель в первой десятке британского чарта синглов. В Ирландии песня «Closer» сначала заняла 12-е место в ирландском чарте синглов и продержалась там четыре недели, после чего поднялась на третью строчку. В Германии песня заняла четвёртое место в немецком чарте синглов, став на тот момент самым успешным синглом Ни-Йо в этой стране. В Италии «Closer» дебютировала на 37-м месте в итальянском чарте синглов. Кроме того, он вошёл в топ-10 или топ-20 в Австрии, Дании, Нидерландах, Норвегии и Швейцарии.
В Новой Зеландии песня поднялась на 15 позиций с 20-го на 5-е место в новозеландском чарте синглов и в итоге заняла 3-е место в чарте. Он также получил статус «платинового» с продажами более 15 000. В Австралии песня «Closer» дебютировала на 17-м месте в чарте ARIA Singles Chart, а затем поднялась на 8-е место, став вторым синглом Ни-Йо в десятке лучших в Австралии после «So Sick» в 2006 году.

## Клип
Видео было снято в студии Santa Clara Studios в Калифорнии. Режиссёром выступила Мелина Мацукас, которая также сняла его видео на песни Because of You и Do You. Ни-Йо был одет в «благородный» костюм и танцевал с женщиной. На других кадрах он один в центре внимания, а позади него четыре танцора или мотоцикл Matchless. В интернет просочился ряд кадров со съёмочной площадки.
Премьера клипа состоялась на BET 25 апреля, он транслировался каждый час в течение дня, а последний показ состоялся в 19:00. В клипе Ни-Йо исполняет танцевальные движения, а на экране периодически появляются слова из песни.
Видео было номинировано в категории «Лучшие танцы в клипе» на премии MTV Video Music Awards 2008, но уступило песне Pussycat Dolls «When I Grow Up», которая годом позже появилась в Dance Dance Revolution Hottest Party 3 и Dance Dance Revolution X2 (PlayStation 2).
По состоянию на январь 2025 года музыкальное видео на YouTube набрало более 156 миллионов просмотров.

## Награды и номинации
Песня «Closer» заняла 60-е место в списке 100 лучших песен 2008 года по версии Rolling Stone. Песня была номинирована на Лучшее мужское вокальное поп-исполнение на 51-й церемонии вручения премии «Грэмми», состоявшейся в феврале 2009 года, а радиоверсия Stonebridge была номинирована на Лучший неклассический ремикс.

## Список композиций
UK CD single
1. «Closer» – 3:54
2. «Closer» (Agent X Bassline Remix) – 5:22
3. «Closer» (Instrumental) – 3:54
4. «Closer» (Video)

## Чарты

### Недельные чарты
| Чарт (2008–2009)                       | Высшая позиция |
| -------------------------------------- | -------------- |
| Австралия (ARIA)                       | 8              |
| Австрия (Ö3 Austria Top 40)            | 9              |
| Бельгия/Фландрия (Ultratop 50)         | 24             |
| Бельгия/Валлония (Ultratop 50)         | 28             |
| Болгария (BAMP)                        | 10             |
| Канада (Billboard Canadian Hot 100)    | 19             |
| СНГ (TopHit Airplay)                   | 5              |
| Чехия (Rádio — Top 100)                | 6              |
| Дания (Tracklisten)                    | 12             |
| Европа (European Hot 100)              | 4              |
| Финляндия (Suomen virallinen lista)    | 9              |
| Франция (SNEP Téléchargements)         | 46             |
| Германия (GfK)                         | 4              |
| Венгрия (Rádiós Top 40)                | 15             |
| Венгрия (Dance Top 40)                 | 25             |
| Ирландия (IRMA)                        | 3              |
| Италия (FIMI)                          | 10             |
| Япония (Billboard Japan Hot 100)       | 21             |
| Нидерланды (Dutch Top 40)              | 12             |
| Нидерланды (Single Top 100)            | 10             |
| Новая Зеландия (Recorded Music NZ)     | 3              |
| Норвегия (VG-lista)                    | 17             |
| Russia Airplay (TopHit)                | 5              |
| Шотландия (OCC Scotland)               | 1              |
| Словакия (Rádio — Top 100)             | 6              |
| Швеция (Sverigetopplistan)             | 40             |
| Швейцария (Schweizer Hitparade)        | 17             |
| Великобритания (OCC UK Singles)        | 1              |
| Великобритания (OCC UK Hip Hop/R&B)    | 1              |
| США (Billboard Hot 100)                | 7              |
| США (Billboard Adult Pop Airplay)      | 40             |
| США (Billboard Dance Club Songs)       | 1              |
| США (Billboard Dance/Mix Show Airplay) | 1              |
| США (Billboard Hot R&B/Hip-Hop Songs)  | 21             |
| США (Billboard Pop Airplay)            | 2              |
| США (Billboard Rhythmic)               | 4              |

| Чарт (2022)                     | Высшая позиция |
| ------------------------------- | -------------- |
| Польша (Polish Airplay Top 100) | 95             |

### Годовые чарты
| Чарт (2008)                          | Позиция |
| ------------------------------------ | ------- |
| Австралия (ARIA)                     | 28      |
| Австрия (Ö3 Austria Top 40)          | 54      |
| Бельгия (Ultratop 50 Flanders)       | 89      |
| Бразилия (Crowley)                   | 68      |
| Канада (Canadian Hot 100)            | 44      |
| Canada CHR/Top 40 (Billboard)        | 20      |
| СНГ (TopHit)                         | 38      |
| Европа (European Hot 100)            | 28      |
| Германия (Media Control GfK)         | 29      |
| Венгрия (Rádiós Top 40)              | 81      |
| Нидерланды (Dutch Top 40)            | 45      |
| Нидерланды (Single Top 100)          | 64      |
| Новая Зеландия (RIANZ)               | 20      |
| Russia Airplay (TopHit)              | 44      |
| Швейцария (Schweizer Hitparade)      | 78      |
| UK Singles (OCC)                     | 15      |
| UK Urban (Music Week)                | 4       |
| US Billboard Hot 100                 | 20      |
| US Dance Club Play (Billboard)       | 36      |
| US Hot Dance Airplay (Billboard)     | 8       |
| US Hot R&B/Hip-Hop Songs (Billboard) | 76      |
| US Mainstream Top 40                 | 14      |
| US Rhythmic Airplay (Billboard)      | 10      |

| Чарт (2009)             | Позиция |
| ----------------------- | ------- |
| Бразилия (Crowley)      | 47      |
| СНГ (TopHit)            | 161     |
| Венгрия (Rádiós Top 40) | 53      |
| Russia Airplay (TopHit) | 122     |

### Чарты конца десятилетия
| Чарт (2000–2009)         | Позиция |
| ------------------------ | ------- |
| СНГ CIS Airplay (TopHit) | 66      |
| Russia Airplay (TopHit)  | 67      |

## Сертификация
| Регион | Сертификация  | Продажи    |
| --- | ------------- | ---------- |
| Австралия (ARIA) | Платиновый    | 70 000^    |
| Бразилия (ABPD) | Платиновый    | 60 000     |
| Дания (IFPI Danmark) | Золотой       | 7500^      |
| Германия (BVMI) | Золотой       | 150 000    |
| Япония (RIAJ) · Full-length ringtone | Золотой       | 100 000*   |
| Япония (RIAJ) · PC download | Золотой       | 100 000*   |
| Новая Зеландия (RMNZ) | 2× Платиновый | 60 000     |
| Великобритания (BPI) | Платиновый    | 600 000    |
| США (RIAA) | Платиновый    | 1 000 000* |
| * Данные о продажах приведены только на основе сертификации. · ^ Данные о тиражах приведены только на основе сертификации. · Данные о продажах + прослушиваниях приведены только на основе сертификации. |               |            |

## Кавер-версии
- Поп-рок группа из Лас-Вегаса The Higher исполнила эту песню в своём альбоме, выпущенном в июне 2009 года, It’s Only Natural.

- Лора Уайт исполнила эту песню летом 2009 года на фестивалях, где она выступала.

- Финалистка «Australian Idol» 2008 года Мадам Паркер исполнила эту песню на шоу Top 12 Idol’s Idols night и прошла в следующий этап. Паркер записала кавер-версию для альбома Top 10 Cast того сезона.

- Роми Мэдли Крофт из британской группы The xx, получившей премию Mercury Music Prize, исполнила эту песню в 2009 году. Она была спродюсирована британскими продюсерами электронной поп-музыки Kwes и Micachu и вошла в их совместный микстейп Kwesachu Mixtape Vol. 1.

- Филиппинская актриса Дениз Лорел исполнила эту песню, пародируя Ни-Йо на четвёртой неделе «Твоё лицо кажется знакомым» (2-й сезон на Филиппинах).